# ロミオとジュリエット (1954年の映画)
『ロミオとジュリエット』（原題・英語: Romeo and Juliet）は、1954年に製作・公開されたイギリスとイタリアの合作映画である。

## 概要
ウィリアム・シェイクスピアの同名戯曲の映画化であり、レナート・カステラーニが脚色・監督、ローレンス・ハーヴェイと新人のスーザン・シェントールが主演した。『ロミオとジュリエット』の映画化としては初のカラー作品であった。
シェントールはこの1作のみで芸能活動を引退している。

## キャスト
| 役名               | 俳優                     | 日本語吹替                                                                       | 日本語吹替                                                                          | 日本語吹替 |
| 役名               | 俳優                     | 東京12ch版                                                                       | TBS版                                                                               |            |
| ------------------ | ------------------------ | -------------------------------------------------------------------------------- | ----------------------------------------------------------------------------------- | ---------- |
| ロミオ             | ローレンス・ハーヴェイ   | 津嘉山正種                                                                       | 安原義人                                                                            |            |
| ジュリエット       | スーザン・シェントール   | 上田みゆき                                                                       | 岡本茉利                                                                            |            |
| ロレンス神父       | マーヴィン・ジョーンズ   | 梓欣造                                                                           | 千葉耕市                                                                            |            |
| 乳母               | フローラ・ロブソン       | 島美弥子                                                                         | 中西妙子                                                                            |            |
| キャピュレット     | セバスチャン・キャボット | 小林修                                                                           | 阪脩                                                                                |            |
| キャピュレット夫人 | リディア・シャーウッド   | 浜田寸躬子                                                                       | 香椎くに子                                                                          |            |
| 不明 その他        | N/A                      | 宮内幸平 高塔正康 井口成人 蟹江栄司 木原正二郎 笹岡繁蔵 平林尚三 谷口節 坂井志満 | 筈見純 塚田正昭 荘司美代子 玄田哲章 石森達幸 池田勝 小滝進 小島正之 沢木郁也 稲葉実 |            |
| 日本語版スタッフ   |                          |                                                                                  |                                                                                     |            |
| 演出               | 演出                     | 福永莞爾                                                                         | 福永莞爾                                                                            |            |
| 翻訳               | 翻訳                     | 岩本ひろよ                                                                       | 岩本令                                                                              |            |
| 調整               | 調整                     | 山下欽也                                                                         |                                                                                     |            |
| プロデューサー     | プロデューサー           |                                                                                  | 熊谷国雄                                                                            |            |
| 制作               | 制作                     | 東北新社                                                                         | 東北新社                                                                            |            |
| 解説               | 解説                     |                                                                                  | N/A                                                                                 |            |
| 初回放送           | 初回放送                 | 1974年4月28日 『サンデー洋画劇場』                                               | 1983年4月21日 『名作洋画ノーカット10週』                                            |            |

## スタッフ
- 監督/脚色：レナート・カステラーニ
- 製作総指揮：アール・セント・ジョン
- 製作：サンドロ・ゲンツィ、ジョゼフ・ジャンニ
- 音楽：ロマン・ヴラド
- 撮影：ロバート・クラスカー
- 編集：シドニー・ヘイヤーズ
- 衣裳：レオノール・フィニ

## 映画賞受賞・ノミネーション
- 受賞
  - ヴェネツィア国際映画祭金獅子賞：レナート・カステラーニ
  - ナショナル・ボード・オブ・レビュー監督賞：レナート・カステラーニ
  - ナショナル・ボード・オブ・レビュー外国映画賞
- ノミネーション
  - 英国アカデミー賞脚本賞：レナート・カステラーニ
  - 英国アカデミー賞最優秀作品賞
  - 英国アカデミー賞最優秀英国映画賞